# Ancona Calcio 2003-2004
Questa voce raccoglie le informazioni riguardanti l'Ancona Calcio nelle competizioni ufficiali della stagione 2003-2004.

## Stagione
Ottenuta la promozione in Serie A dopo un decennio, nell'estate 2003 la società marchigiana non proseguiva il rapporto con Luigi Simoni: incassato il rifiuto alla panchina di Mazzone per i suoi trascorsi ascolani, la scelta ricadeva sull'assistente Menichini. Fallimentare la partecipazione alla Coppa Italia, registrando tra l'altro una sconfitta a tavolino nel derby con la Sambenedettese per la mancata presentazione in campo quale gesto di protesta verso l'ampliamento della Serie B a 24 formazioni.
Considerati tra le squadre meno quotate del campionato, i dorici esordirono ospitando un Milan campione d'Europa e fresco vincitore della Supercoppa UEFA: a risolvere l'incontro una doppietta di Shevchenko, con reciproche scorrettezze tra Bilica e Maldini tali da determinare l'espulsione per entrambi. Il solo punto in classifica racimolato nel mese di settembre suggeriva l'esonero del tecnico in favore del più esperto Sonetti, senza però imprimere una svolta; relegata in ultima posizione e all'asciutto di vittorie, l'Ancona compiva un massiccio investimento nel mercato di gennaio portando in biancorosso anche Jardel.
Pesantemente sconfitti dai milanesi nel ritorno, gli uomini di Galeone — subentrato nella tornata conclusiva — venivano inoltre rimontati da un Modena parimenti inguaiato: significativo in ragione dell'avversario, ma poco rilevante ai fini della classifica, un pareggio imposto alla Roma la domenica seguente. Stabilito un poco lusinghiero score di 21 partite perse su 28 gare, alla già retrocessa compagine riuscivano i 3 punti contro il Bologna: un successo che aveva seguito solamente al penultimo turno incidendo sulla salvezza dell'Empoli, con la posizione di coda occupata a 17 lunghezze dai toscani.
Successivamente alla fugace apparizione in massima categoria, gli anconetani erano oggetto d'indagine per una presunta combine riferita al match con il Chievo: a fronte dell'inchiesta ancora in svolgimento, le pendenze economiche del club compromettevano l'iscrizione alla Serie B 2004-2005. Con il presidente Pieroni tratto in arresto, causa le imputazioni di bancarotta a suo carico, nell'agosto 2004 il sodalizio dichiarava fallimento riprendendo l'attività agonistica dalla C2: dal summenzionato caso riguardante la sfida con gli scaligeri non emerse invece alcun illecito.

## Divise e sponsor
Il fornitore di materiale tecnico per la stagione 2003-2004 fu Le Coq Sportif, mentre come sponsor ufficiale venne riconfermato Banca Marche.
La prima maglia è interamente rossa, fatta esclusione per il colletto bianco e le strisce bianche su entrambe le maniche. I pantaloncini e i calzettoni sono rossi, come per le maglie degli anni passati. La seconda maglia è bianca e ha lo stesso motivo della prima, solo che le strisce sono rosse. La terza maglia è blu scuro, con motivi bianchi su colletto, maniche e sui fianchi. La prima maglia del portiere è interamente nera, con strisce bianche, mentre una variante prevede la casacca del portiere color viola con motivi neri e bianchi sul colletto, con pantaloncini e calzettoni neri.
| 1ª divisa | 2ª divisa | 3ª divisa |

## Organigramma societario
Area direttiva
- Presidente: Ermanno Pieroni
- Direttore generale: Vincenzo D'Ambrosio
- Team manager: Gianluca Petrachi
- Direttore organizzativo: Bruno Bilò

Area tecnica
- Allenatore: Leonardo Menichini, poi Nedo Sonetti, poi Giovanni Galeone
- Allenatori in 2ª: Enrico Nicolini, poi Luigino Vallongo, poi Maurizio Trombetta
- Preparatore dei portieri: Massimo Persico, poi Andrea Mazzantini
- Allenatore Primavera: Marco Bozzi
- Preparatori atletici: Nazzareno Salvatori, poi Paolo Casale e Mauro Minnozzi

Area sanitaria
- Medico sociale: Paolo Minciotti
- Massaggiatori: Massimo D'Ambrosio e Salvatore Gnisci

## Rosa
| N. |                                | Ruolo | Calciatore           |
| -- | ------------------------------ | ----- | -------------------- |
| 1  | Italia (bandiera)              | P     | Alessio Scarpi       |
| 1  | Svezia (bandiera)              | P     | Magnus Hedman        |
| 2  | Serbia e Montenegro (bandiera) | D     | Dražen Bolić         |
| 3  | Brasile (bandiera)             | D     | Fábio Bilica         |
| 4  | Svezia (bandiera)              | C     | Daniel Andersson     |
| 5  | Italia (bandiera)              | D     | Stefano Lombardi     |
| 6  | Italia (bandiera)              | D     | Mauro Milanese       |
| 7  | Italia (bandiera)              | C     | Daniele Berretta     |
| 8  | Italia (bandiera)              | C     | Salvatore Russo      |
| 8  | Italia (bandiera)              | C     | Dino Baggio          |
| 9  | Italia (bandiera)              | A     | Paolo Poggi          |
| 9  | Brasile (bandiera)             | A     | Mário Jardel         |
| 10 | Danimarca (bandiera)           | C     | Mads Jørgensen       |
| 11 | Italia (bandiera)              | D     | Dario Baccin         |
| 11 | Spagna (bandiera)              | C     | Luis Helguera        |
| 12 | Italia (bandiera)              | P     | Marco Roccati        |
| 12 | Italia (bandiera)              | P     | Marco Cerioni        |
| 13 | Italia (bandiera)              | C     | Giampiero Maini      |
| 14 | Italia (bandiera)              | D     | Marco Esposito       |
| 15 | Croazia (bandiera)             | A     | Milan Rapaić         |
| 16 | Italia (bandiera)              | C     | Davide Carrus        |
| 16 | Italia (bandiera)              | D     | Matteo Rossi         |
| 17 | Italia (bandiera)              | A     | Daniele Degano       |
| 17 | Argentina (bandiera)           | A     | Fabricio Lenci       |
| 18 | Italia (bandiera)              | C     | Eusebio Di Francesco |
| 18 | Italia (bandiera)              | C     | Roberto Goretti      |
| 19 | Macedonia del Nord (bandiera)  | A     | Goran Pandev         |
| 20 | Italia (bandiera)              | D     | Andrea Sussi         |

| N. |                                | Ruolo | Calciatore            |
| -- | ------------------------------ | ----- | --------------------- |
| 21 | Italia (bandiera)              | D     | William Viali         |
| 21 | Italia (bandiera)              | A     | Corrado Grabbi        |
| 22 | Italia (bandiera)              | A     | Pasquale Luiso        |
| 23 | Italia (bandiera)              | A     | Maurizio Ganz         |
| 24 | Serbia e Montenegro (bandiera) | C     | Marko Perović         |
| 24 | Italia (bandiera)              | D     | Luigi Sartor          |
| 25 | Italia (bandiera)              | D     | Roberto Maltagliati   |
| 25 | Italia (bandiera)              | A     | Elia Donzelli         |
| 26 | Italia (bandiera)              | A     | Salvatore Bruno       |
| 26 | Francia (bandiera)             | D     | Bruce Dombolo         |
| 27 | Italia (bandiera)              | A     | Dario Hübner          |
| 27 | Italia (bandiera)              | A     | Cristian Bucchi       |
| 28 | Argentina (bandiera)           | D     | Luciano Zavagno       |
| 29 | Italia (bandiera)              | C     | Vincenzo Sommese      |
| 30 | Italia (bandiera)              | P     | Gabriele Sollitto     |
| 31 | Italia (bandiera)              | P     | Sergio Marcon         |
| 32 | Italia (bandiera)              | D     | Massimiliano Giacobbo |
| 33 | Italia (bandiera)              | C     | Pietro Parente        |
| 34 | Italia (bandiera)              | C     | Giovanni Goracci      |
| 35 | Italia (bandiera)              | C     | Daniele Fortunato     |
| 37 | Italia (bandiera)              | C     | Andrea De Falco       |
| 38 | Italia (bandiera)              | A     | Andrea Cennini        |
| 39 | Italia (bandiera)              | D     | Marco Di Porzio       |
| 40 | Italia (bandiera)              | D     | Andrea Di Tora        |
| 42 | Italia (bandiera)              | D     | Sean Sogliano         |
| 79 | Italia (bandiera)              | D     | Daniele Daino         |
| 84 | Italia (bandiera)              | D     | Alessandro Potenza    |

La FIGC sciolse la squadra a fine stagione.

## Risultati

### Serie A

#### Girone di andata
| Arbitro: | Collina (Viareggio) |

|  |           |                   |
|  | Marcatori | 30’, 75’ Ševčenko |

| Arbitro: | Ayroldi (Molfetta) |

|                                            |           |                 |
| Scarpi 34’ (aut.) Vučinić 79’ Cassetti 84’ | Marcatori | 68’ (rig.) Ganz |

| Arbitro: | Rodomonti (Roma) |

|            |           |            |
| Bilica 63’ | Marcatori | 54’ Kamara |

| Arbitro: | Bolognino (Milano) |

|                                       |           |  |
| Montella 48’ Totti 78’ Delvecchio 86’ | Marcatori |  |

| Arbitro: | Farina (Novi Ligure) |

|  |           |                                    |
|  | Marcatori | 12’, 46’ Fava Passaro 32’ Iaquinta |

| Arbitro: | Pellegrino (Barcellona Pozzo di Gotto) |

|                      |           |                                |
| Viali 57’ Ganz 90+1’ | Marcatori | 29’, 49’ Miccoli 44’ Zambrotta |

| Reggio Calabria 26 ottobre 2003, ore 15:00 CET 7ª giornata | Reggina        | 0 – 0 referto | Ancona | Stadio Oreste Granillo (20 686 spett.)\| Arbitro: \| Palanca (Roma) \| |
| Arbitro:                                                   | Palanca (Roma) |               |        |                                                                        |

| Ancona 2 novembre 2003, ore 15:00 CET 8ª giornata | Ancona             | 0 – 0 referto | Siena | Stadio Del Conero (11 897 spett.)\| Arbitro: \| Preschern (Mestre) \| |
| Arbitro:                                          | Preschern (Mestre) |               |       |                                                                       |

| Arbitro: | Gabriele (Frosinone) |

|                                  |           |  |
| Cruz 26’ Materazzi 50’ Vieri 80’ | Marcatori |  |

| Arbitro: | Saccani (Mantova) |

|              |           |           |
| Berretta 61’ | Marcatori | 5’ Baggio |

| Arbitro: | Cassarà (Palermo) |

|                        |           |  |
| Bazzani 66’ Flachi 89’ | Marcatori |  |

| Arbitro: | De Santis (Roma) |

|                                        |           |                      |
| Bilica 2’ (aut.) Nervo 28’ Signori 48’ | Marcatori | 71’ Viali 80’ Pandev |

| Arbitro: | Racalbuto (Gallarate) |

|  |           |              |
|  | Marcatori | 76’ Liverani |

| Arbitro: | Farina (Novi Ligure) |

|             |           |  |
| Cossato 42’ | Marcatori |  |

| Arbitro: | De Santis (Roma) |

|  |           |                 |
|  | Marcatori | 27’, 64’ Barone |

| Arbitro: | Farina (Novi Ligure) |

|                             |           |  |
| Di Natale 47’ Vannucchi 50’ | Marcatori |  |

| Ancona 18 gennaio 2004, ore 15:00 CET 17ª giornata | Ancona         | 0 – 0 referto | Perugia | Stadio Del Conero (11 294 spett.)\| Arbitro: \| Palanca (Roma) \| |
| Arbitro:                                           | Palanca (Roma) |               |         |                                                                   |

#### Girone di ritorno
| Arbitro: | Palanca (Roma) |

|                                                                     |           |  |
| Ševčenko 64’ (rig.) Rui Costa 71’ Tomasson 78’ (rig.) Kaká 84’, 90’ | Marcatori |  |

| Arbitro: | Girardi (San Donà di Piave) |

|  |           |                        |
|  | Marcatori | 1’ Chevantón 61’ Konan |

| Arbitro: | Rodomonti (Roma) |

|                             |           |           |
| Marazzina 37’ Milanetto 62’ | Marcatori | 6’ Bucchi |

| Ancona 15 febbraio 2004, ore 15:00 CET 21ª giornata | Ancona           | 0 – 0 referto | Roma | Stadio Del Conero (20 850 spett.)\| Arbitro: \| Paparesta (Bari) \| |
| Arbitro:                                            | Paparesta (Bari) |               |      |                                                                     |

| Arbitro: | De Santis (Roma) |

|                                              |           |  |
| Fava Passaro 58’ Jankulovski 84’ Pizarro 87’ | Marcatori |  |

| Arbitro: | Dondarini (Finale Emilia) |

|                                           |           |  |
| Camoranesi 7’ Miccoli 41’ Del Piero 45+1’ | Marcatori |  |

| Arbitro: | Palanca (Roma) |

|          |           |                |
| Ganz 10’ | Marcatori | 42’ Di Michele |

| Arbitro: | Rizzoli (Bologna) |

|                                        |           |                       |
| Chiesa 22’ Vergassola 44’ Taddei 45+1’ | Marcatori | 30’ Bucchi 59’ Rapaić |

| Arbitro: | Palanca (Roma) |

|  |           |                      |
|  | Marcatori | 61’ Recoba 70’ Adani |

| Arbitro: | Rosetti (Torino) |

|                                                        |           |                             |
| Baggio 23’, 82’ Mauri 29’ Colucci 45+1’ Caracciolo 75’ | Marcatori | 30’ Rapaić 39’ (rig.) Maini |

| Arbitro: | Preschern (Mestre) |

|  |           |             |
|  | Marcatori | 19’ Bazzani |

| Arbitro: | Saccani (Mantova) |

|                            |           |                            |
| Rapaić 26’, 56’ Bucchi 51’ | Marcatori | 12’ (rig.) Nakata 64’ Tare |

| Arbitro: | Rosetti (Torino) |

|                                    |           |                          |
| Couto 12’, 81’ Fiore 73’ Zauri 89’ | Marcatori | 11’ Bucchi 64’ Andersson |

| Arbitro: | Pieri (Lucca) |

|  |           |                      |
|  | Marcatori | 57’ Sala 79’ Semioli |

| Arbitro: | Dondarini (Finale Emilia) |

|                                        |           |            |
| Gilardino 9’ Carbone 15’ Bresciano 30’ | Marcatori | 32’ Bucchi |

| Arbitro: | Saccani (Mantova) |

|                                 |           |               |
| Milanese 19’ Sommese 73’ (rig.) | Marcatori | 68’ Vannucchi |

| Arbitro: | De Santis (Roma) |

|              |           |  |
| Bothroyd 64’ | Marcatori |  |

### Coppa Italia

#### Fase a gironi
| Arbitro: | Carlucci (Molfetta) |

|  |           |                                  |
|  | Marcatori | 54’ (rig.) Ambrosi 90+2’ Mannini |

| San Benedetto del Tronto 24 agosto 2003, ore 20:30 CEST Girone 5, 2ª giornata | Sambenedettese    | 3 – 0 (tav.) referto | Ancona | Stadio Riviera delle Palme\| Arbitro: \| Rizzoli (Bologna) \| |
| Arbitro:                                                                      | Rizzoli (Bologna) |                      |        |                                                               |

| Terni 4 settembre 2003, ore 20:30 CEST Girone 5, 3ª giornata | Ternana        | 0 – 3 (tav.) referto | Ancona | Stadio Libero Liberati\| Arbitro: \| Palanca (Roma) \| |
| Arbitro:                                                     | Palanca (Roma) |                      |        |                                                        |

## Statistiche

### Statistiche di squadra
Statistiche aggiornate al 16 maggio 2004.
| Competizione | Punti | In casa | In casa | In casa | In casa | In casa | In casa | In trasferta | In trasferta | In trasferta | In trasferta | In trasferta | In trasferta | Totale | Totale | Totale | Totale | Totale | Totale | DR  |
| Competizione | Punti | G       | V       | N       | P       | Gf      | Gs      | G            | V            | N            | P            | Gf           | Gs           | G      | V      | N      | P      | Gf     | Gs     | DR  |
| ------------ | ----- | ------- | ------- | ------- | ------- | ------- | ------- | ------------ | ------------ | ------------ | ------------ | ------------ | ------------ | ------ | ------ | ------ | ------ | ------ | ------ | --- |
| Serie A      | 13    | 17      | 2       | 6       | 9       | 10      | 24      | 17           | 0            | 1            | 16           | 11           | 46           | 34     | 2      | 7      | 25     | 21     | 70     | −49 |
| Coppa Italia | -     | 1       | 0       | 0       | 1       | 0       | 2       | 2            | 1            | 0            | 1            | 3            | 3            | 3      | 1      | 0      | 2      | 3      | 5      | −2  |
| Totale       | -     | 18      | 2       | 6       | 10      | 10      | 26      | 19           | 1            | 1            | 17           | 14           | 49           | 37     | 3      | 7      | 27     | 24     | 75     | −51 |

### Statistiche dei giocatori
Sono in corsivo i calciatori che hanno lasciato la società a stagione in corso.
| Giocatore       | Serie A  | Serie A | Serie A     | Serie A    | Coppa Italia | Coppa Italia | Coppa Italia | Coppa Italia | Totale   | Totale | Totale      | Totale     |
| Giocatore       | Presenze | Reti    | Ammonizioni | Espulsioni | Presenze     | Reti         | Ammonizioni  | Espulsioni   | Presenze | Reti   | Ammonizioni | Espulsioni |
| --------------- | -------- | ------- | ----------- | ---------- | ------------ | ------------ | ------------ | ------------ | -------- | ------ | ----------- | ---------- |
| D. Andersson    | 25       | 1       | 3           | 0          | -            | -            | -            | -            | 25       | 1      | 3           | 0          |
| D. Baccin       | 5        | 0       | 0           | 0          | -            | -            | -            | -            | 5        | 0      | 0           | 0          |
| D. Baggio       | 13       | 0       | 3           | 0          | -            | -            | -            | -            | 13       | 0      | 3           | 0          |
| D. Berretta     | 22       | 1       | 6           | 0          | 1            | 0            | 0            | 0            | 23       | 1      | 6           | 0          |
| F. Bilica       | 16       | 1       | 3           | 1          | 1            | 0            | 0            | 0            | 17       | 1      | 3           | 1          |
| D. Bolić        | 16       | 0       | 2           | 0          | 1            | 0            | 0            | 0            | 17       | 0      | 2           | 0          |
| S. Bruno        | 8        | 0       | 1           | 0          | -            | -            | -            | -            | 8        | 0      | 1           | 0          |
| C. Bucchi       | 12       | 5       | 1           | 1          | -            | -            | -            | -            | 12       | 5      | 1           | 1          |
| D. Carrus       | 16       | 0       | 5           | 0          | -            | -            | -            | -            | 16       | 0      | 5           | 0          |
| D. Daino        | 7        | 0       | 0           | 0          | 1            | 0            | 0            | 0            | 8        | 0      | 0           | 0          |
| A. De Falco     | 7        | 0       | 0           | 0          | -            | -            | -            | -            | 7        | 0      | 0           | 0          |
| D. Degano       | 2        | 0       | 0           | 0          | -            | -            | -            | -            | 2        | 0      | 0           | 0          |
| E. Di Francesco | 10       | 0       | 2           | 0          | 1            | 0            | 0            | 0            | 11       | 0      | 2           | 0          |
| B. Dombolo      | 2        | 0       | 0           | 0          | -            | -            | -            | -            | 2        | 0      | 0           | 0          |
| M. Esposito     | 12       | 0       | 3           | 0          | -            | -            | -            | -            | 12       | 0      | 3           | 0          |
| D. Fortunato    | 2        | 0       | 2           | 1          | -            | -            | -            | -            | 2        | 0      | 2           | 1          |
| M. Ganz         | 25       | 3       | 4           | 1          | 1            | 0            | 0            | 0            | 26       | 3      | 4           | 1          |
| M. Giacobbo     | 4        | 0       | 0           | 0          | -            | -            | -            | -            | 4        | 0      | 0           | 0          |
| G. Goracci      | 2        | 0       | 0           | 0          | -            | -            | -            | -            | 2        | 0      | 0           | 0          |
| R. Goretti      | 13       | 0       | 5           | 0          | -            | -            | -            | -            | 13       | 0      | 5           | 0          |
| C. Grabbi       | 7        | 0       | 0           | 0          | -            | -            | -            | -            | 7        | 0      | 0           | 0          |
| M. Hedman       | 3        | -5      | 1           | 0          | -            | -            | -            | -            | 3        | -5     | 1           | 0          |
| L. Helguera     | 13       | 0       | 3           | 0          | -            | -            | -            | -            | 13       | 0      | 3           | 0          |
| D. Hübner       | 9        | 0       | 0           | 0          | -            | -            | -            | -            | 9        | 0      | 0           | 0          |
| M. Jardel       | 3        | 0       | 0           | 0          | -            | -            | -            | -            | 3        | 0      | 0           | 0          |
| S. Lombardi     | 4        | 0       | 0           | 0          | -            | -            | -            | -            | 4        | 0      | 0           | 0          |
| P. Luiso        | 3        | 0       | 1           | 0          | -            | -            | -            | -            | 3        | 0      | 1           | 0          |
| G. Maini        | 17       | 1       | 2           | 0          | 1            | 0            | 0            | 0            | 18       | 1      | 2           | 0          |
| R. Maltagliati  | 5        | 0       | 0           | 1          | -            | -            | -            | -            | 5        | 0      | 0           | 1          |
| S. Marcon       | 18       | -40     | 0           | 0          | -            | -            | -            | -            | 18       | -40    | 0           | 0          |
| M. Milanese     | 27       | 1       | 9           | 1          | 1            | 0            | 1            | 0            | 28       | 1      | 10          | 1          |
| G. Pandev       | 20       | 1       | 4           | 0          | 1            | 0            | 0            | 0            | 21       | 1      | 4           | 0          |
| P. Parente      | 5        | 0       | 0           | 0          | -            | -            | -            | -            | 5        | 0      | 0           | 0          |
| M. Perović      | 4        | 0       | 2           | 0          | -            | -            | -            | -            | 4        | 0      | 2           | 0          |
| P. Poggi        | 9        | 0       | 1           | 0          | 1            | 0            | 0            | 0            | 10       | 0      | 1           | 0          |
| A. Potenza      | 1        | 0       | 0           | 0          | -            | -            | -            | -            | 1        | 0      | 0           | 0          |
| M. Rapaić       | 14       | 4       | 0           | 0          | -            | -            | -            | -            | 14       | 4      | 0           | 0          |
| M. Rossi        | 1        | 0       | 0           | 0          | -            | -            | -            | -            | 1        | 0      | 0           | 0          |
| S. Russo        | 9        | 0       | 3           | 0          | 1            | 0            | 1            | 0            | 10       | 0      | 4           | 0          |
| L. Sartor       | 9        | 0       | 3           | 0          | -            | -            | -            | -            | 9        | 0      | 3           | 0          |
| A. Scarpi       | 13       | -25     | 0           | 0          | 1            | 0            | 0            | 1            | 14       | -25    | 0           | 1          |
| S. Sogliano     | 11       | 0       | 1           | 1          | -            | -            | -            | -            | 11       | 0      | 1           | 1          |
| G. Sollitto     | -        | -       | -           | -          | 1            | -2           | 0            | 0            | 1        | -2     | 0           | 0          |
| V. Sommese      | 26       | 1       | 4           | 0          | -            | -            | -            | -            | 26       | 1      | 4           | 0          |
| A. Sussi        | 4        | 0       | 0           | 0          | -            | -            | -            | -            | 4        | 0      | 0           | 0          |
| W. Viali        | 13       | 2       | 7           | 0          | -            | -            | -            | -            | 13       | 2      | 7           | 0          |
| L. Zavagno      | 8        | 0       | 3           | 0          | -            | -            | -            | -            | 8        | 0      | 3           | 0          |